# パイラ

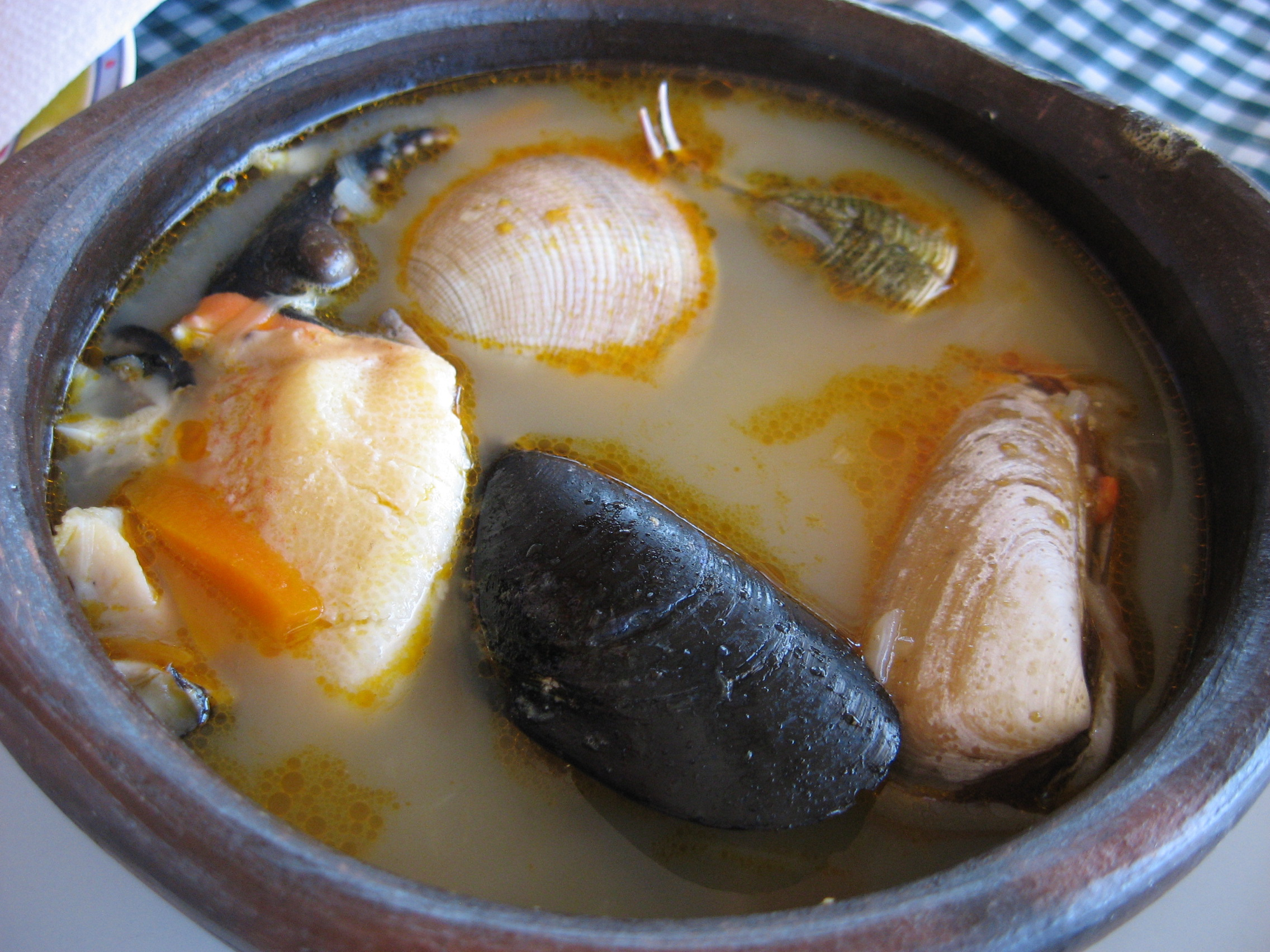
パイラに入ったパイラ・マリーナ

パイラ(Paila)は、南アメリカのいくつかの国で用いられる陶器のボウルまたは土鍋である。パイラに入れて提供される料理は、しばしばオーブンで調理される。また、パイラ・マリーナやパイラ・デ・ウェボ（Paila de huevo）のように、パイラに入れたまま食べられる料理を指す場合もある。パイラの利点は、保温性に優れ、料理を温かいまま保持できることである。金属製の鍋をパイラと呼ぶこともある。
コロンビアのナリーニョ県やエクアドルには「エラード・デ・パイラ」（helado de paila）の伝統があり、氷の上にボウルを置いて果物等を入れてかき混ぜ、アイスクリームを作る。
チリやペルーでは、パステル・デ・チョクロを作るのにも用いられる。